# Leib Weissberg
Leib Weissberg (* 9. Januar 1893 in Probischna, Österreich-Ungarn, heute Ukraine; gestorben 1942 in Jasenovac) war ein orthodoxer Rabbiner von Slavonski Brod, der während des Holocaust im Konzentrationslager Jasenovac getötet wurde.

## Leben
Weissberg wurde in Probischna als Sohn der jüdischen Eltern Seide und Ehaja (geb. Ringel) Weissberg geboren. Er war mit Adela (geb. Taubes) Weissberg verheiratet, mit der er zwei Söhne hatte: Samuel (geboren am 25. April 1933 in Slavonski Brod) und Saadia (geboren am 28. Dezember 1936 in Slavonski Brod). Weissberg wurde am Rabbinerseminar Israelitisch-theologische Lehranstalt in Wien ausgebildet, um sodann im kroatischen Slavonski Brod als Rabbi zu wirken. Weissberg war bis zum Zweiten Weltkrieg Rabbiner der jüdischen Gemeinde Slavonski Brod. Seine Frau ersetzte ihn oft im Religionsunterricht. Weissberg und seine Familie wurden in das Konzentrationslager Jasenovac deportiert, wo sie alle 1942 getötet wurden. Weissberg war bis heute der letzte Rabbiner von Slavonski Brod.